# مصطفى كان
مصطفى كان (بالسويدية: Mustafa Can)‏ هو صحفي وكاتب سويدي، ولد في 15 أكتوبر 1969 في تركيا.